# Kármánova crta
Kármánova crta ili Kármánova granica je zamišljena crta koja se nalazi na visini od 100 km iznad mora na Zemlji. Uzima ju se za granicu Zemljine atmosfere i svemirskog prostranstva. Ovu je definiciju prihvatila Međunarodna zrakoplovna federacija, međunarodno tijelo koja postavlja standarde i zapise aeronautike i astronautike. Letove iznad ove crte smatramo svemirskim letovima.
Ova zamišljena crta dobila je ime prema mađarsko-američkom inženjeru i fizičaru Theodoreu von Kármánu (1881. – 1963.), aktivnom na polju aeronautike i astronautike. Prvi je koji je izračunao da oko ove visine Zemljina atmosfera postaje prerijetka da bi mogla podupirati aeronautički let, jer letjelica na ovoj visini moral bi putovati brže od orbitalne visine da bi postigla dostatni aerodinamički uzgon koji bi ju držao, zanemarivši centrifugalnu silu. Atmosfera ne prestaje naglo ni na kojoj visini, ali je progresivno rjeđa s porastom visine. Postoji nagli porast u atmosferskoj temperaturi i interakcija sa Sunčevim zračenje negdje ispod ove crte, po čemu ovu crtu stavljamo u dio velike termosfere.
Ovisno o tome kako su definirani različiti slojevi koji čine prostor oko Zemlje, i ovisno o tome smatramo li doista te slojeve dijelom atmosfere, definicija ruba vanjskog svemira znatno varira. Ako bismo termosferu i egzosferu smatrali dijelom atmosfere i ne dijelom vanjskog svemira, tad bismo granicu vanjskog svemira morali pomaknuti na 10.000 km iznad morske razine. Stoga je ova granica arbitrarna.
NASA smatra da su svemirski letovi svi oni koji su iznad 80 km.